# Тенгрут, Биргит
Биргитта (Биргит) Эва Тенгрут (швед. Birgitta (Birgit) Eva Tengroth; 13 июня 1915, Стокгольм — 21 сентября 1983, Нюнесхамн) — шведская киноактриса и писательница.

## Биография и творчество
Биргит Тенгрут родилась в 1915 году в Стокгольме. Она была шестой из восьмерых детей в семье. С 11 лет она начала заниматься балетом в школе при Королевском театре. Впоследствии Биргит пробовала поступить в Драматическую школу при Королевском драматическом театре, однако её не приняли. Специального образования она не получила, но в 1930-х годах брала частные уроки актёрского мастерства.
В период учёбы в балетной школе Биргит часто выступала в качестве статистки в частных театрах Стокгольма. В 1926 году она получила первую роль в кино, в фильме «Mordbrännerskan» Юна Линделёфа. В 1932 году она сыграла главную женскую роль в фильме «Hans livs match» Пер-Акселя Браннера. В том же году Биргит Тенгрут получила главную роль в комедии «Pojkarna på Storholmen», которая сделала её известной киноактрисой. С 1926 по 1950 год она снялась в 50 фильмах, в основном комедиях и мелодрамах, где в основном создавала образ энергичной, жизнерадостной девушки, которая в конце концов выходит замуж за мужчину своей мечты. В 1940-х годах Тенгрут также начала сниматься в более серьёзных фильмах, в том числе экранизациях романов Вильгельма Муберга, однако успеха в этих ролях не имела. Последний фильм, в котором она снялась, — «Девушка и гиацинты» Хассе Экмана (1950) — ныне считается классикой шведского кино.
В 1944 году Биргит Тенгрут вышла замуж за Стига Альгрена, писателя и публициста. В 1950 году пара развелась, и Биргит вышла замуж за датского политика Йенса Отто Крага. Этот брак продлился полгода (официально восемь лет), после чего Биргит вернулась к Альгрену и оставалась с ним до своей смерти.
В конце 1940-х годов Тенгрут начала пробовать себя в качестве писательницы. В 1948 году вышел сборник новелл «Törst» («Жажда»), во многом основанный на жизненном опыте самой актрисы, в частности, истории её замужества. Некоторые из новелл Херберт Гревениус переработал в киносценарий, и в 1949 году Ингмар Бергман снял по нему одноимённый фильм, в котором Тенгрут сыграла главную женскую роль.
Впоследствии Биргит Тенгрут опубликовала ещё десять книг, а также писала для различных журналов. В 1964 году был издан её стихотворный сборник «Snedresa». Опубликованные в 1970-х годах книги «Jag vill ha tillbaka mitt liv» и «Jag trodde du var död!» носят автобиографический характер.
Биргит Тенгрут умерла в 1983 году в Нюнесхамне и была похоронена на одном из стокгольмских кладбищ рядом со Стигом Альгреном.